# 선문염송설화 권1-30
선문염송설화 권1-30(禪門拈頌說話 券一-三十)은 인천광역시 서구 가좌동, 법명사에 있는 불경이다. 2015년 12월 7일 인천광역시의 유형문화재 제70호로 지정되었다.

## 개요
고려후기의 승려 각운이 스승인 혜심이 저술한 선문염송집에 대하여 화제에 대한 출처와 특수한 선문용어 해설 격외의 법문등을 해설한 책이다. 그래서 선문에서 필독의 책으로 이용되었다. “설화”는 선문염송의 고화 즉 옛화두를 해석하고 설명한다는 뜻으로 선문염송의 권수와 고칙에 따라 자세히 설명하였다. 이 판본은 숙종 33년 (1707)7월에 전라도 흥양의 팔영산 능가사에서 간행한 것이다.
현재는 법명사 명상박물관에 보관되어 있다.

## 참고 자료
- 선문염송설화 권1-30 - 국가유산청 국가유산포털